# Taeniacanthus zeugopteri
Taeniacanthus zeugopteri är en kräftdjursart som först beskrevs av T. Scott 1902.  Taeniacanthus zeugopteri ingår i släktet Taeniacanthus och familjen Taeniacanthidae. Inga underarter finns listade i Catalogue of Life.